# Bronnimanniidae
Bronnimanniidae es una familia de foraminíferos bentónicos de la superfamilia Discorboidea, del suborden Rotaliina y del orden Rotaliida. Su rango cronoestratigráfico abarca desde el Mioceno hasta la Actualidad.

## Clasificación
Bronnimanniidae incluye al siguiente género:
- Bronnimannia

Otro género considerado en Bronnimanniidae es:
- Neobronnimannia, aceptado como Bronnimannia